# مارجريت غوغا مولومو
مارجريت غوغا مولومو ناشطة بيئية من جنوب أفريقيا تنظم حملات ضد شركات التعدين دفاعًا عن الحق في بيئة صحية. هي من قرية ماسودي، موكوباني في مقاطعة ليمبوبو بجنوب أفريقيا.

## نشاطها البيئي
مولومو هي رئيسة الشبكة المجتمع للتعدين والعدالة البيئية في جنوب إفريقيا (MEJCON-SA) ومنسقة منظمتها المجتمعية، لجنة تكوين كوبانو. وهي منظمة تنسق الجماعات التي تأثرت حقوقها بالتعدين في المنطقة، وتعمل منذ 2012.
ساعدت مالومو مجتمع موكوباني في النزاع مع شركة تعدين عن البلاتين حاولت العمل على أرض يستخدمها مجتمع موكوباني، ليمبوبو، دون موافقتهم. بالإضافة إلى ذلك، كان المنجم يقوم بعمليات التعدين في أراضٍ مخصصة للأغراض الزراعية وفي مناطق تحتوي على بعض قبور المجتمع. سعى كل من مولومو والشبكة المجتمعية إلى حماية حقوق المجتمع من خلال تقديم استئناف قانوني واتخاذ إجراءات قضائية.

### نشاطها خلال جائحة كوفيد-19
أثناء جائحة كوفيد-19، بينما أصبح عمل مولومو أكثر صعوبة بسبب عدم القدرة على التجمع للاحتجاج ونقص البنية التحتية للاتصالات في المناطق الريفية في جنوب أفريقيا، عملت على زيادة الوعي بالممارسات والمسؤوليات التقليدية للمرأة في قرى ليمبوبو، والتي أصبح العديد منها أكثر صعوبة أو استحال القيام بها بسبب الوباء. وقد سلطت الضوء بشكل خاص على القلق من أن شركات التعدين قد تستغل عدم قدرة القرويين على ممارسة حقوقهم الثقافية من خلال المزيد من التعدي على أراضي الأجداد والمواقع ذات الأهمية التقليدية.

## نشاطها من أجل المرأة
كانت مولومو نشطة في المناداة بحقوق المرأة، بما في ذلك قدرة المرأة على زراعة الغذاء والحفاظ على تقاليدها. أثرت جائحة كوفيد-19 على أنشطة العيش اليومية التقليدية للمرأة الأفريقية، والتي تشمل جمع الطعام والماء للطهي والتدفئة خلال فصل الشتاء. بسبب الاضطرابات، كانت هذه الممارسات والجهود مجزأة، حيث لم تتمكن من القيام بأنشطة مثل السفر إلى المدينة لبيع المحاصيل للحصول على الدخل. كما أدت القيود المفروضة على الحركة إلى تقليص الطقوس الثقافية مثل زيارة الجبال لحضور طقوس التلقين السنوية، وجمع الأعشاب لطقوس المطر، وزيارة المقابر، والتي تعتبر ضرورية للمجتمع وخاصة النساء. كافح مجتمع مولومو لحماية المواقع التراثية من التعدين في ضوء هذا التحدي.
لفتت مولومو الانتباه إلى التأثير الهائل الذي أحدثه تعليق أنشطة العيش اليومية، ليس فقط على المجتمع بأكمله، ولكن بشكل خاص على رفاهية المرأة. شددت مولومو أيضًا على الأعباء التي تواجهها النساء بشكل خاص نتيجة الآثار البيئية لعمليات التعدين غير المتوافقة، نظرًا لأن النساء غالبًا ما يُتركن لرعاية الأقارب الذين يمرضون بسبب تلوث الهواء والماء. بالإضافة إلى ذلك، بسبب نشاط التعدين، سيتعين على النساء السير لمسافات أبعد لجلب المياه نتيجة جفاف الآبار المجاورة، كما أن غبار التعدين الناتج عن هذه العمليات يحتاج إلى أعمال تنظيف لا نهاية لها في المنزل.

## وصلات خارجية
- الشبكة المجتمعية للتعدين والعدالة البيئية في جنوب إفريقيا